# Загубеняците
„Загубеняците“ (на английски: The Losers) е американски екшън филм от 2010 година на режисьора Силвейн Уайт, по сценарий на Питър Бърг и Джеймс Вандърбилт, базиран е на едноименната поредица комикси на Анди Дигъл и Джок. Във филма участват Джефри Дийн Морган, Зоуи Салдана, Крис Евънс и Идрис Елба.